# توماس ب. روبرتسون
توماس ب. روبرتسون (بالإنجليزية: Thomas B. Robertson) (و. 1779 – 1828 م) هو سياسي، ومحام، وقاض من الولايات المتحدة الأمريكية ولد في بطرسبرغ، فرجينيا.
وهو عضو في الحزب الجمهوري الديمقراطي .

## روابط خارجية
- توماس ب. روبرتسون على موقع إن إن دي بي (الإنجليزية)